# Новоукраинка (Катеринопольский район)
Новоукра́инка (укр. Новоукраїнка) — посёлок в Катеринопольском районе Черкасской области Украины.
Население по переписи 2001 года составляло 98 человек. Почтовый индекс — 20512. Телефонный код — 4742.

## Местный совет
20530, Черкасская обл., Катеринопольский р-н, c. Гончариха